# Implosione

Schema dell'esplosione di un oggetto sferico (immagine superiore) e dell'implosione di un oggetto sferico, su azione di una forza esterna (immagine inferiore).

L'implosione è un fenomeno contrario all'esplosione, avente come risultato finale la concentrazione di materia ed energia in uno spazio ridotto. Nell'implosione le pareti di un corpo, soggette a una pressione esterna, cedono di colpo. Per esempio, un edificio può essere demolito tramite cariche esplosive che lo facciano collassare su sé stesso.
In altri termini, l'implosione è un collasso verso l'interno. Una sfera cava di plutonio può essere fatta implodere utilizzando cariche esplosive di forma sferica poste intorno ad essa, in modo da farle raggiungere la massa critica ed innescare una bomba a fissione nucleare, la quale, a sua volta, può fungere da innesco per una bomba a fusione nucleare. Un caso elementare di implosione si ha quando si spezza il vetro di una lampadina e la pressione atmosferica ne riempie immediatamente lo spazio. 
Il concetto di implosione, applicato al fenomeno della cavitazione, consiste in un processo che provoca il risucchio di materia (solitamente acqua) verso l'interno. Nel caso di un'elica in rotazione, questo moto centripeto non avviene con un percorso rettilineo e radiale verso il centro, bensì con un moto a spirale di tipo vorticoso che produce una depressione dell'acqua, e quindi un gran numero di bolle di vapore acqueo a contatto con la superficie dell'elica stessa. Queste bolle provocano rumorosità ed erosione a carico dell'elica, fino a provocarne la rottura.